# تصرف هنگ کنگ توسط ژاپن
تصرف هنگ کنگ توسط ژاپن (三年零八個月) این اشغال سه سال و هشت ماه ادامه داشت تا اینکه ژاپن در پایان جنگ جهانی دوم تسلیم شد.